# Grudziądz
Grudziądz ( ; en allemand : Graudenz), est une ville de la voïvodie de Couïavie-Poméranie, dans le centre-nord de la Pologne. Elle est une ville-powiat et le chef-lieu du powiat de Grudziądz dont elle ne fait pas partie.

## Géographie
Grudziądz est arrosée par la Vistule. Elle se trouve
- à 53 km — 64 km par la route — au nord de Toruń,
- à 65 km — 74 km par la route — au nord-est de Bydgoszcz,
- à 206 km — 264 km par la route — au nord-ouest de Varsovie[1].

Le lac Rudnickie Wielkie est situé en bordure de ville.

## Histoire
La ville porta les noms de Grudenc, Grudencz, Grawdencz, Graudentum, Grudentz, Grudenz et Graudenz.

### DuXIIIesiècleà 1920

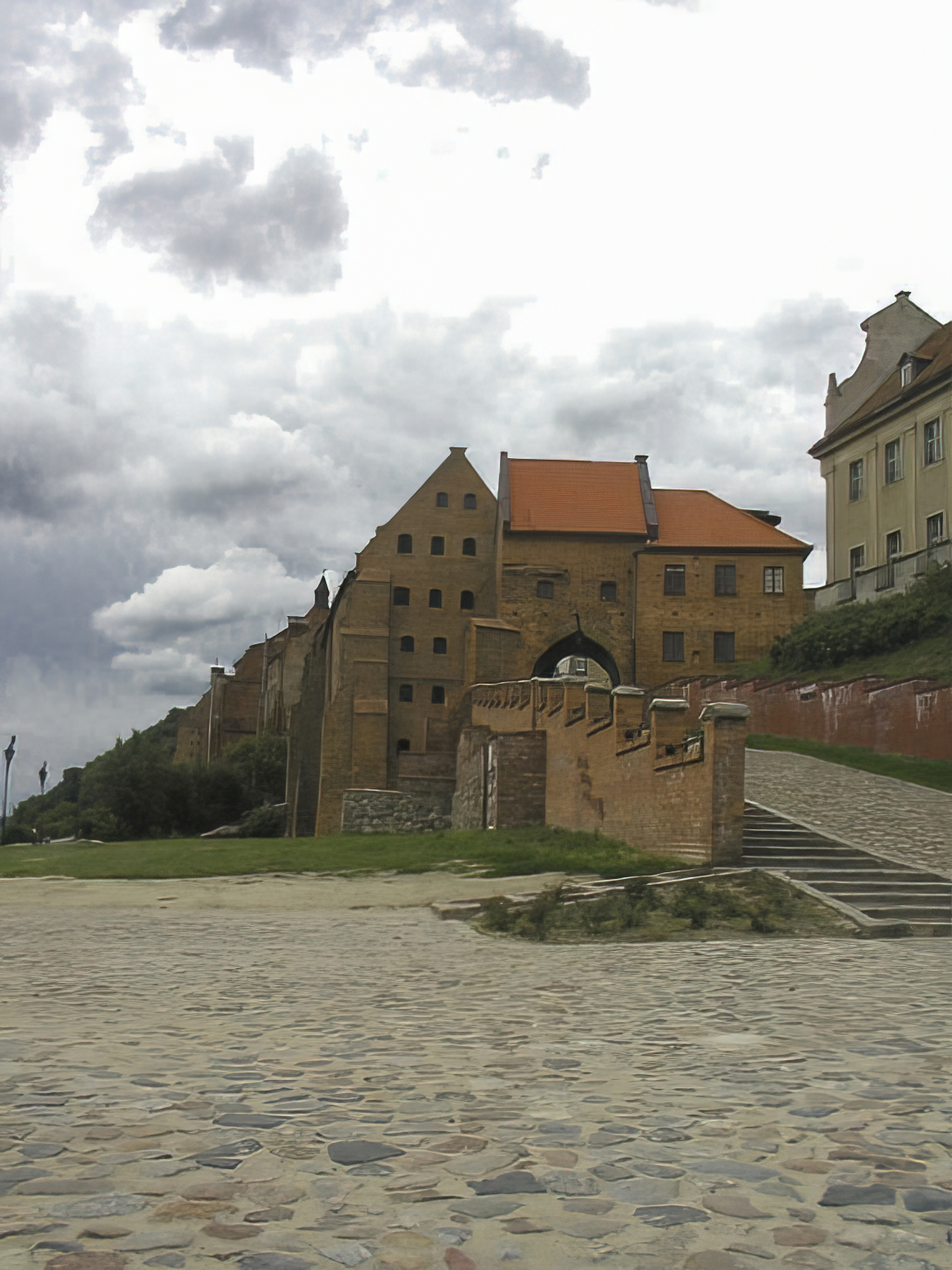
Vue des remparts teutoniques et de l'ancienne Wassertor

Le peuplement de l'endroit remonte au Xe siècle. Un village du nom de Grudenc existe en 1222 appartenant au territoire de Culm donné par Conrad de Mazovie aux chevaliers teutoniques en 1225-1226 pour le défendre contre les tribus païennes prussiennes de la Baltique. Ce don est confirmé, comme les autres possessions de l'Ordre, par le traité de Kruschwitz, le 16 juin 1230, à l'époque d'Hermann von Salza. Les chevaliers construisent l'année suivante un château fort, siège d'une commanderie dénommée en latin Graudentum. La ville dénommée Graudenz obtient en 1291 le droit de commercer, selon le droit de Culm. Elle est signalée comme ville fortifiée, protégeant Culm et elle est entourée de remparts dont il reste des ruines aujourd'hui. Graudenz connaît une période de prospérité économique jusqu'à la fin du XIVe siècle.
Les chevaliers teutoniques sont battus et doivent par le traité de Thorn de 1466 placer leurs possessions sous la suzeraineté de la Pologne: Graudenz fait donc partie de la Couronne du royaume de Pologne (adoptant le nom de Grudziądz), jusqu'en 1772, date à laquelle elle entre dans le jeune royaume de Prusse de Frédéric le Grand qui devient par la suite une entité de l'Empire allemand fondé en 1871.
C'est ici que Catherine II envoya deux mille soldats russes en 1764 pour favoriser l'élection de son ancien amant Poniatowski au trône de Pologne.
Graudentz, qui fait partie de l'arrondissement de Graudenz dans la province de Prusse-Occidentale, connaît à nouveau une période de prospérité, lorsque l'industrialisation la touche à partir de la construction d'un pont de chemin de fer au-dessus de la Vistule en 1878. Elle devient chef-lieu d'arrondissement en 1900. La main-d'œuvre polonaise s'accroît, si bien qu'aux élections du Reichstag de 1912, près de 20 % des voix vont aux listes polonaises, le parti libéral national étant le premier avec 53 % des voix. Ce parti d'origine protestante correspond à la population de l'époque en majorité luthérienne depuis la Réforme protestante du XVIIe siècle, mais les communes rurales environnantes sont en majorité catholiques et polonaises ou allemandes restées catholiques.
En 1774, Frédéric le Grand fait construire une citadelle à 1,5 km au nord de la ville pour surveiller le cours de la Vistule (Weichsel en allemand). Les travaux se poursuivent jusqu'en 1789. Elle joue un rôle de défense pendant les guerres napoléoniennes, en particulier en 1807 contre la Grande Armée. Le général Wilhelm de Courbière (de) défend victorieusement la garnison contre les Français. La paix de Tilsit intervient en juillet 1807. La citadelle est fortifiée et modernisée à différentes époques au cours du XIXe siècle. Elle sert de prison aux officiers de l'Entente pendant la Première Guerre mondiale.
La ville et les villages en dépendant comptent 40 300 habitants en 1910, tandis que la population de l'arrondissement s'élève à 89 063 habitants.
Après la Première Guerre mondiale, le traité de Versailles, inspiré de la doctrine Wilson, décide de donner un accès à la mer à la nouvelle république de Pologne et de donner aux voix le choix de certaines des populations de Prusse-Occidentale de rester sous la souveraineté allemande ou d'acquérir la citoyenneté polonaise. Mais l'arrondissement de Graudentz ne participe pas au vote. Bien que la ville elle-même était à 78 % allemande juste avant la guerre, et le poids des campagnes seulement à 44 % allemandes, l'arrondissement passe du côté polonais selon les dispositions du traité, les chiffres officiels minimisant le poids des populations germanophones. Graudentz devient polonaise en 1920 et prend officiellement son nom actuel. Elle se trouve dans le couloir de Dantzig, dont l'existence porte en germes la catastrophe à venir. La plupart des Allemands ont quitté Grudziądz et ses environs après 1920.

### Après 1920

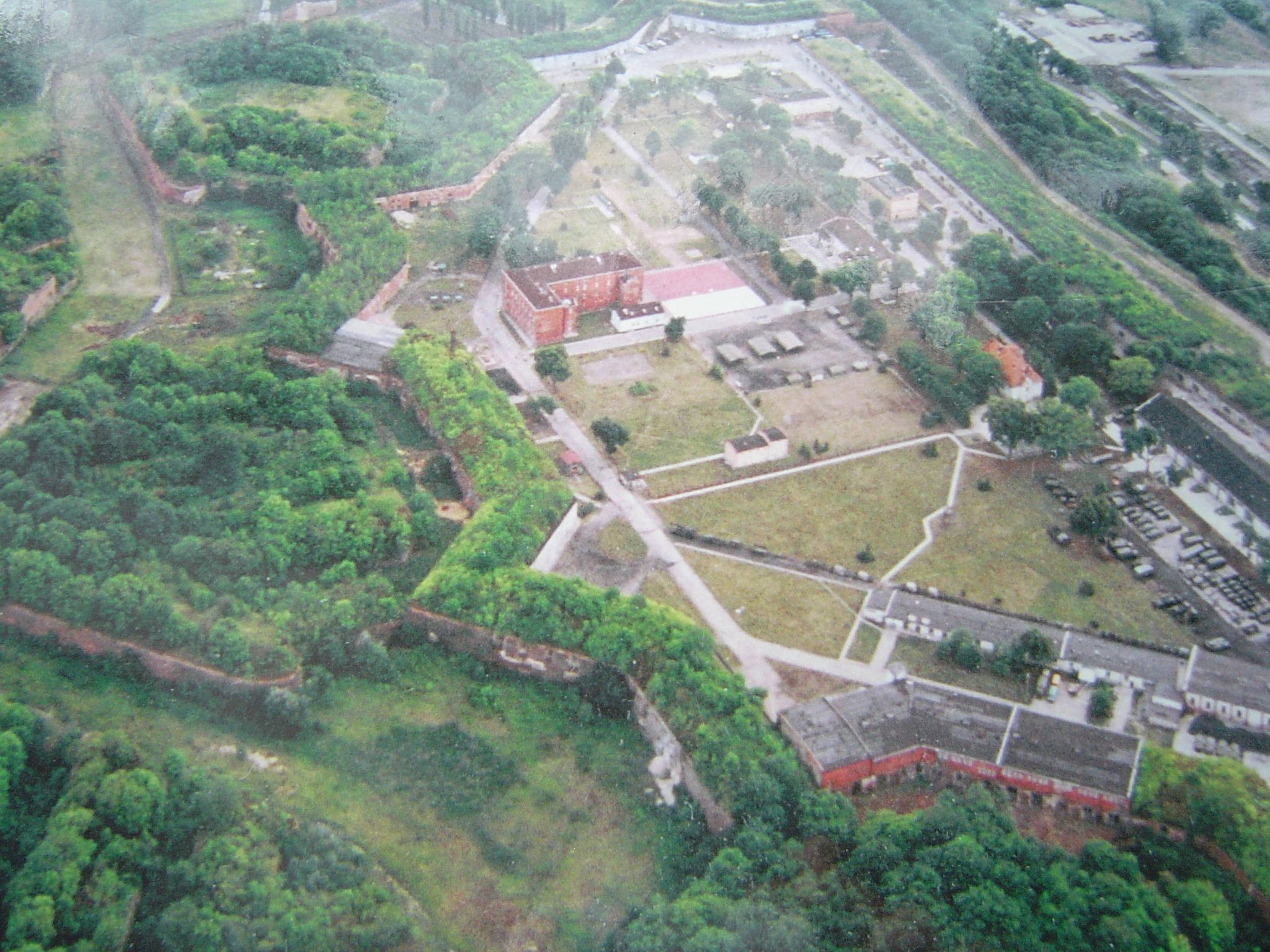
Vue aérienne de l'ancienne citadelle

La ville proche de l'État libre de Prusse accueille l'une des garnisons les plus importantes de la nouvelle république de Pologne, avec plusieurs académies militaires et corps de cadets. Le 64e et le 65e régiment d'infanterie y stationnent, ainsi que le 16 régiment d'artillerie légère, tandis que la 16e division d'infanterie y est basée avec le fameux 18e régiment de cavalerie des uhlans de Poméranie. C'est aussi une ville de commerce qui abrite la chambre de commerce de Poméranie.
En 1931, la ville de Grudziądz comptait environ 55 000 habitants, dont 93 % de Polonais.
Au début de la Seconde Guerre mondiale, la Wehrmacht prend la citadelle sans difficulté en septembre 1939. Elle sert de dépôt de munitions et de prison appelée Forteresse de la Mort Lente.
Les internés de la forteresse de Graudenz (aujourd'hui Grudziadz) en Pologne occupée, non loin de Gdansk, constituent une catégorie très mal connue des prisonniers de guerre de 1939-1945. Ni déportés (bien qu'il y ait eu, parmi eux, nombre de résistants, et aussi des Juifs), ni tout à fait prisonniers militaires (bien qu'ils aient relevé d'un Stalag et, pour la plupart, gardé des éléments d'uniforme), ils ont payé, et continuent à payer un lourd tribut à l'accablant appareil répressif hitlérien. Ils ont été une dizaine de milliers (Français, Belges, Britanniques et quelques Polonais, Américains, Italiens et Néerlandais) à subir une rigoureuse détention, de type concentrationnaire entre 1941 et 1945. La faim, la tuberculose, le froid, le travail forcé, les mauvais traitements ont clairsemé leurs rangs.
L'Armée rouge se rend maîtresse de la région au début de l'année 1945 et la citadelle abrite des prisonniers allemands. Aujourd'hui c'est un lieu de visites touristiques, comme exemple de l'architecture militaire du XVIIIe et du XIXe siècle.
Grudziądz fit partie de la voïvodie de Toruń de 1975 à 1998. Elle se trouve dans la voïvodie de Couïavie-Poméranie depuis 1999.

## Population
| 1772  | 1821  | 1840  | 1852  | 1875   | 1885   |
| ----- | ----- | ----- | ----- | ------ | ------ |
| 1 204 | 5 115 | 5 482 | 7 150 | 14 522 | 17 336 |

| 1900   | 1914   | 1921   | 1945   | 1966   | 1976   |
| ------ | ------ | ------ | ------ | ------ | ------ |
| 32 727 | 44 797 | 33 520 | 32 746 | 72 941 | 85 600 |

| 1980   | 1990    | 2000    | 2003    | 2010   | 2012   |
| ------ | ------- | ------- | ------- | ------ | ------ |
| 90 000 | 102 300 | 100 787 | 100 024 | 96 052 | 97 971 |

## Transports
La ville de Grudziądz est aujourd'hui la plus petite ville de Pologne à posséder un réseau de tramways.

## Personnalités
- Johann Stobäus (de) (1580-1646), compositeur prussien
- Siegfried Anger (1837-1911), enseignant et archéologue allemand
- Bruno Meissner (1868-1947), assyriologue allemand
- Ernst Hardt (de) (1876-1947), écrivain allemand
- Leo White (1882-1948), cinéaste et acteur américain
- Richard Lewinsohn (1894-1968), essayiste et journaliste économique allemand
- Kurt Weyher (de) (1901-1991), amiral allemand
- Waldemar Baszanowski (1935-2011), haltérophile polonais, champion olympique.

## Jumelages
- Tcherniakhovsk (Russie)
- Falun (Suède)
- Gütersloh (Allemagne)